# 孟德斯鸠洛拉盖
孟德斯鸠洛拉盖（法語：Montesquieu-Lauragais，法語發音：[mɔ̃tɛskjø loʁaɡɛ]）是法国上加龙省的一个市镇，属于图卢兹区。

## 地理
孟德斯鸠洛拉盖（43°24'59"N, 1°37'43"E）面积24.75 平方千米，位于法国奧克西塔尼大區上加龙省，该省份为法国西南部内陆省份，西南端与西班牙接壤，自此顺时针与上比利牛斯省、热尔省、塔恩-加龙省、塔恩省、奥德省和阿列日省接壤。
与孟德斯鸠洛拉盖接壤的市镇（或旧市镇、城区）包括：巴济耶日、艾格维沃、加尔杜什、纳尤、圣罗姆、维埃耶维涅、维勒努韦勒。

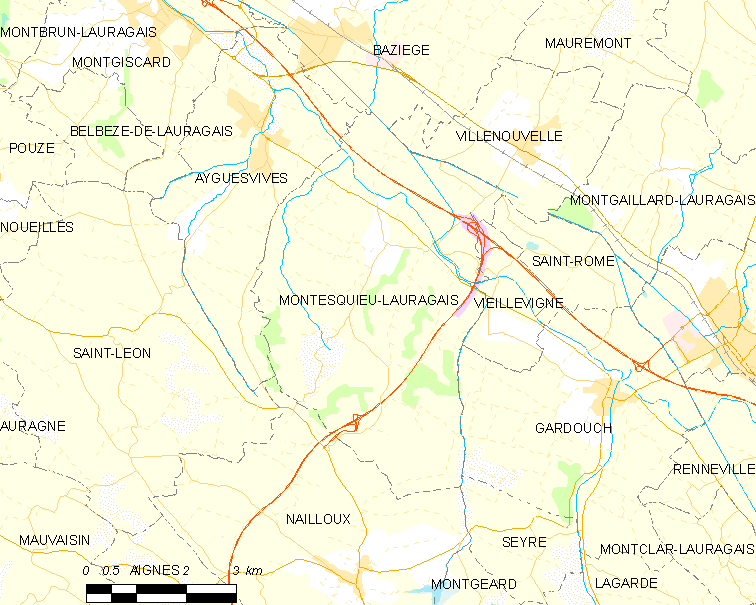
孟德斯鸠洛拉盖的OSM定位图

孟德斯鸠洛拉盖的时区为UTC+01:00、UTC+02:00（夏令时）。

## 行政
孟德斯鸠洛拉盖的邮政编码为31450，INSEE市镇编码为31374。

## 政治
孟德斯鸠洛拉盖所属的省级选区为勒韦勒县。

## 人口

1962-2008年间孟德斯鸠洛拉盖人口变化图示

孟德斯鸠洛拉盖于2022年1月1日时的人口数量为1035人。